# Dicentra cucullaria
Dicentre à capuchon, Dicentre capuchon-jaune
Espèce
Synonymes
- Bicuculla cucullaria
- Bicuculla occidentalis
- Fumaria cucullaria

Classification APG III (2009)
Dicentra cucullaria, le Dicentre à capuchon ou Dicentre capuchon-jaune est une espèce de plantes à fleurs de la famille des Papavaracées. C'est une plante vivace originaire du sud-est du Canada et du nord-est des États-Unis.

## Description
Le Dicentre à capuchon présente  des feuilles finement disséquées et des fleurs blanches à doubles éperons écartés semblable à une coiffe. C'est un éphémère printanier, qui s'épanouit et fleurit au printemps et entre en dormance en été.

## Caractéristiques
C'est une plante de sous-bois à texture délicate, au feuillage basilaire, glabre, glauque et finement découpé. La hampe florale atteint 15 à 25 cm de hauteur, formant une grappe libre de fleurs retombantes. Chaque fleur est blanche et jaune et porte deux éperons divergents.
Au Québec, la floraison se manifeste à la mi-mai.

## Habitat
Le dicentre à capuchon pousse dans les sols des sous-bois humides et riche en humus.

## Culture
Cette plante a été introduite en Europe.

## Propriétés
Cette plante produit des alcaloïdes dont la bicuculline (ou cucullarine), un neurotoxique et convulsivant puissant.